# Eugraphe anthracina
Eugraphe anthracina är en fjärilsart som beskrevs av Charles Boursin 1954. Eugraphe anthracina ingår i släktet Eugraphe och familjen nattflyn. Inga underarter finns listade i Catalogue of Life.